# Ешвеге
Ешвеге (њем. Eschwege) општина је у њемачкој савезној држави Хесен. Једно је од 16 општинских средишта округа Вера-Мајснер. Према процјени из 2010. у општини је живјело 20.153 становника. Посједује регионалну шифру (AGS) 6636003.

## Географски и демографски подаци
Ешвеге се налази у савезној држави Хесен у округу Вера-Мајснер. Општина се налази на надморској висини од 211 метара. Површина општине износи 63,3 km². У самом мјесту је, према процјени из 2010. године, живјело 20.153 становника. Просјечна густина становништва износи 319 становника/km².

## Међународна сарадња
| Мјесто | Држава    | Врста сарадње | Од    |
| ------ | --------- | ------------- | ----- |
|        | Француска | партнерство   | 1989. |
| Извор  |           |               |       |